# لوردانا گروزا
لورِدانا گروزا (رومانیایی: Loredana Groza؛ زادهٔ ۱۰ ژوئن ۱۹۷۰) مدل، سرگرمی‌ساز، خواننده، بازیگر، ترانه‌نویس، بازرگان، تهیه‌کننده موسیقی، مجری تلویزیون و هنرمند رقص اهل رومانی است. وی از سال ۱۹۸۶ میلادی تاکنون مشغول فعالیت بوده‌است.
از فیلم‌هایی که وی در آن نقش داشته‌است، می‌توان به مودیلیانی و بازمانده اشاره کرد.